# 5065 Johnstone
Az 5065 Johnstone (ideiglenes jelöléssel 1990 FP1) a Naprendszer kisbolygóövében található aszteroida. Eleanor F. Helin fedezte fel 1990. március 24-én.